# Anell factorial
Un anell factorial (també dit anell de factorització única o domini de factorització única) és un anell íntegre en què tot element descompon de forma única com a producte de primers, és a dir, un anell on es compleix una versió anàloga del teorema fonamental de l'aritmètica. En els anells factorials es verifica que un element és primer si, i només si, és irreductible. És fàcil veure que en alguns anells com ara {\displaystyle \mathbb {Z} [{\sqrt {-5}}]} certs elements admeten més d'una factorització. Així, en aquest anell, {\displaystyle 6=2\cdot 3=(1+{\sqrt {-5}})\cdot (1-{\sqrt {-5}})}, i els quatre factors són irreductibles.
Un resultat important d'aquest tipus d'anells és que si A és un anell factorial aleshores l'anell de polinomis A[X] també ho és.

## Definició
Un anell íntegre A es diu que és un anell de factorització única quan tot element x de A que no és l'element neutre de la suma i no és una unitat, s'escriu com un producte d'elements irreductibles:
x= p1 p₂ ⋅⋅⋅ pn
i aquesta representació és única en el sentit que si existeix una altra descomposició de x com a producte d'elements irreductibles de A
x= q1 q₂ ⋅⋅⋅ qm
Aleshores n = m i hi ha una permutació φ : {1,...,n} → {1,...,n} tal que pk = uk qφ(k) per a tot k de {1,...,n} i on els elements uk són unitats de A (això és, que pk i qφ(k) són elements associats per a qualsevol k).
Una definició alternativa, que no exigeix unicitat, és la següent: un anell és factorial si tots els seus elements no invertibles diferents de zero es poden escriure com a producte d'elements primers de A.

## Exemples

### Anells de factorització única
- L'anell dels nombres enters, gràcies al teorema fonamental de l'aritmètica.
- De fet, tot anell principal és factorial. Això comporta que els cossos i els anells euclidians siguin també factorials.
- Si A és un anell factorial aleshores l'anell de polinomis en una variable A[X] també ho és.

- Fent inducció sobre la propietat anterior, si A és un anell factorial aleshores l'anell de polinomis en n variables A[X1, ..., Xn] també ho és. Si n > 1 tenim exemples d'anells factorials que no són principals.
- L'anell A[[X1, ..., Xn]] de sèries de potències a coeficients en un anell íntegre A és un anell factorial.